# Gyógyír a szerelemre
A Gyógyír a szerelemre (eredeti cím: Resort to Love) 2021-ben bemutatott amerikai romantikus filmvígjáték, melynek rendezője Steven K. Tsuchida, forgatókönyvírója Tabi McCartney és Dana Schmalenberg. A főszerepet Christina Milian, Sinqua Walls, Jay Pharoah és Christiani Pitts alakítja.
A film 2021. július 29-én mutatkozott be a Netflixen.

## Cselekmény
Egy feltörekvő popsztár, Erica a válság szélén áll, miután lemondta az esküvőjét volt vőlegényével, Jasonnel (Jay Pharoah). Ezért a barátnője jóvoltából Mauritius luxus szigetére utazik, ahol énekesnőt keresnek esküvőkre. Kiderül, hogy az egyik ilyen esküvőn exvőlegényének kell énekelnie; gondoskodnia kell arról, hogy a leendő menyasszony, Beverly ne szerezzen tudomást korábbi kapcsolatukról. 
Erica azonban rájön, hogy még mindig érez valamit iránta, de a leendő férj testvére, Caleb ösztönzi, hogy ne tegye tönkre az esküvőt a lehetséges kiderülésről.
A fiú napról-napra egyre jobban gondoskodik arról, hogy az énekesnő megértse, maga Caleb a tökéletes férfi a számára.

## Szereplők
| Szerep             | Színész          | Magyar hang            |
| ------------------ | ---------------- | ---------------------- |
| Erica Wilson       | Christina Milian | Mezei Kitty            |
| Caleb King         | Sinqua Walls     | Nagy Ervin             |
| Jason King         | Jay Pharoah      | Szabó Máté             |
| Christian          | Alexander Hodge  | Nagy Ervin             |
| Janelle Strattford | Karen Obilom     | Horváth-Töreki Gergely |
| Naomi King         | Jeryl Prescott   | Bognár Gyöngyvér       |
| Amber              | Tymberlee Hill   | Köves Dóra             |
| Beverly Strattford | Christiani Pitts | Vadász Bea             |
| Claire             | Sylvaine Strike  | Kisfalvi Krisztina     |
| Instagramozó       | Jeremy Boado     | Baráth István          |